# Ciridops
Ciridops é um gênero extinto de aves passeriforme que eram endêmicas do Havaí. O táxon foi criado pelo ornitólogo Alfred Newton em 1892.

## Espécies
- Ciridops anna (Dole, 1879)
- Ciridops tenax Olson & James, 1991
- Ciridops cf. anna (em Molokai) Olson & James, 1991
- Ciridops sp. (em Oahu) Olson & James, 1991